# Jennifer Crystal
Jennifer Crystal (Los Angeles, 26 gennaio 1973) è un'attrice statunitense.

## Vita privata
Jennifer Crystal è figlia di Billy Crystal e sorella di Lindsay Crystal. È sposata con Michael Foley, conosciuto al college, da cui ha avuto una figlia, Ella Ryan, nata il 20 giugno 2003.

## Filmografia

### Cinema
- Scappo dalla città 2 (City Slickers II: The Legend of Curly's Gold), regia di Paul Weiland (1994)
- Girl in the Cadillac, regia di Lucas Platt (1995)
- Lontano da Isaiah (Losing Isaiah), regia di Stephen Gyllenhaal (1995)
- Il presidente - Una storia d'amore (The American President), regia di Rob Reiner (1995)
- Dracula morto e contento (Dracula: Dead and Loving It), regia di Mel Brooks (1995)
- 35 Miles from Normal, regia di Mark Schwahn (1997)
- Due padri di troppo (Fathers' Day), regia di Ivan Reitman (1997)
- A Midsummer Night's Rave, regia di Gil Cates Jr. (2002)
- They Would Love You in France, regia di Tony Perri e Sheldon Strickland (2003)
- Bride Wars - La mia migliore nemica (Bride Wars), regia di Gary Winick - voce (2009)
- Parental Guidance, regia di Andy Fickman (2012)

### Televisione
- Sessions (1991)
- Beverly Hills 90210 - serie TV, 3 episodi (1993)
- E.R. - Medici in prima linea (ER) - serie TV, 1 episodio (1995)
- Space: Above and Beyond - serie TV, 1 episodio (1996)
- Arli$$ - serie TV, 1 episodio (1997)
- NYPD - New York Police Department (NYPD Blue) - serie TV, 1 episodio (1997)
- Jenny - serie TV, 1 episodio (1997)
- Caroline in the City - serie TV, 1 episodio (1997)
- Don King - Una storia tutta americana (Don King: Only in America) – film TV (1997)
- Cupid - serie TV, 1 episodio (1998)
- Ancora una volta (Once and Again) - serie TV, 17 episodi (2000-2001)
- 61*, regia di Billy Crystal – film TV (2001)
- The Practice - Professione avvocati (The Practice) - serie TV, 1 episodio (2002)
- Il tocco di un angelo (Touched by an Angel) - serie TV, 1 episodio (2002)
- Providence - serie TV, 1 episodio (2002)
- Century City - serie TV, 1 episodio (2004)
- Dr. House - Medical Division (House, M.D.) - serie TV, 17 episodi (2008-2012)

## Doppiatrici italiane
Nelle versioni in lingua italiana delle opere in cui ha recitato, Jennifer Crystal è stata doppiata da:
- Alessandra Grado in Dr. House - Medical Division